# Hans von der Schulenburg
Hans hrabě von der Schulenburg (německy Hans Daniel Matthias Graf von der Schulenburg) (27. června 1834 Lubiechowa – 2. května 1898 Lvov) byl rakousko-uherský generál. V c. k. armádě sloužil od roku 1858 a zúčastnil se několika válečných konfliktů. Později byl důstojníkem generálního štábu, proslul jako organizátor výcviku a vojenských manévrů. Svou kariéru završil jako velitel armádního sboru ve Lvově (1895–1898), několik dnů před smrtí byl v armádě povýšen do hodnosti polního zbrojmistra.

## Životopis

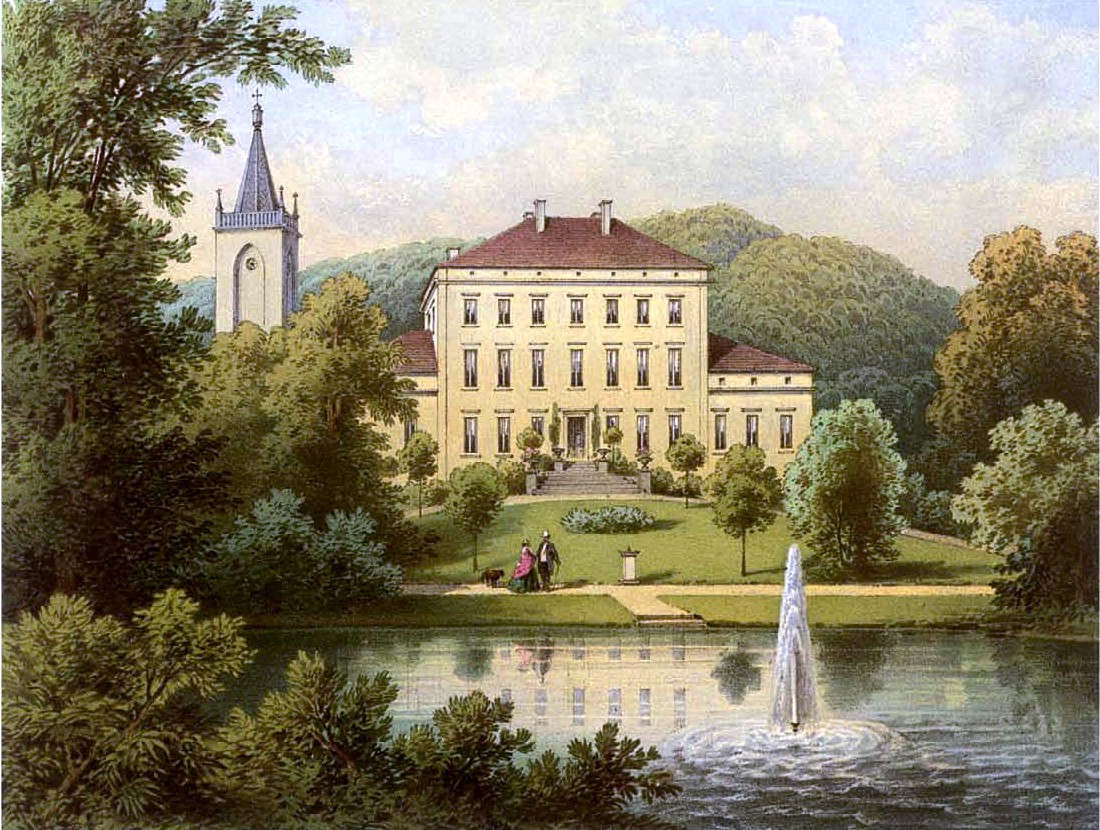
Zámek Lubiechowa, rodiště Hanse Schulenburga

Pocházel ze starého německého šlechtického rodu Schulenburgů, narodil se na zámku Lubiechowa v dnešním Polsku jako mladší syn hraběte Hanse Ludwiga Schulenburga (1798–1874), po matce Adelheid (1805–1840) byl vnukem pruského státního ministra Hanse von Bülow. Studoval na vojenské škole v Erfurtu a v roce 1853 vstoupil do pruské armády, v roce 1858 přešel do rakouské armády jako nadporučík u 49. pěšího pluku. V letech 1863–1865 studoval na Válečné škole (K.u.k. Kriegsschule) ve Vídni a v hodnosti kapitána byl zařazen do sboru důstojníků generálního štábu. Za prusko-rakouské války byl přidělen k Jižní armádě, zúčastnil se bojů v Itálii a bojoval v bitvě u Custozzy (1866). V roce 1873 byl povýšen na majora a přidělen k 15. pěšímu pluku.V roce 1876 získal hodnost podplukovníka a stal se šéfem štábu u zemského velitelství v Temešváru. Během okupace Bosny a Hercegoviny (1878) zastával funkci náčelníka štábu 4. armádního sboru generála Bienertha. Jako plukovník (1879) byl velitelem 9. pěšího pluku v Mostaru (1879–1882) a následně 3. pěšího pluku v Kroměříži (1882–1885).
V roce 1885 byl povýšen do hodnosti generálmajora a stal se velitelem 70. pěší brigády v Kluži. Od roku 1890 byl jako polní podmaršál velitelem 33. pěší divize v Komárně. V letech 1895–1898 byl velitelem 11. armádního sboru ve Lvově, respektive zemským velitelem pro oblast východní Haliča a Bukoviny. K datu 20. dubna 1898 obdržel hodnost polního zbrojmistra a zemřel o dva týdny později ve Lvově.
Za zásluhy byl nositelem Řádu železné koruny II. třídy, rytířského kříže Leopoldova řádu s válečnou dekorací, Vojenského záslužného kříže a Vojenské záslužné medaile, od německého císaře obdržel Řád pruské koruny I. třídy. Jako velitel armádního sboru byl v roce 1895 jmenován c. k. tajným radou s nárokem na oslovení Excelence, od roku 1897 byl čestným majitelem pěšího pluku č. 30 dislokovaného ve Lvově.